# Torneo Nacional de Clubes 2007
El Torneo Nacional de Clubes de 2007 fue la decimocuarta edición del torneo organizado por la Unión Argentina de Rugby que reúne a los mejores clubes de la URBA y de los distintos torneos regionales del interior del país. Se llevó a cabo entre el 12 de mayo y el 1 de diciembre de 2007.
Tucumán Rugby Club y La Plata Rugby Club clasificaron a la final del torneo por segunda vez en su historia, tras haber caído en las finales de las ediciones 1993 y 1995, respectivamente. El conjunto platense se consagró campeón tras imponerse 32-13 al equipo tucumano, obteniendo así su primer título en el torneo y el segundo título de primera división en la historia del club canario.

## Equipos participantes
Participaron de este torneo dieciséis equipos, ocho de la URBA y ocho del interior. Los equipos clasificaron de acuerdo su desempeño en los distintos torneos regionales.
| Club                     | Torneo                                   | Unión de origen                 |
| ------------------------ | ---------------------------------------- | ------------------------------- |
| Alumni                   | Torneo de la URBA (8 equipos)            | Unión de Rugby de Buenos Aires  |
| Belgrano Athletic Club   | Torneo de la URBA (8 equipos)            | Unión de Rugby de Buenos Aires  |
| CASI                     | Torneo de la URBA (8 equipos)            | Unión de Rugby de Buenos Aires  |
| Hindú                    | Torneo de la URBA (8 equipos)            | Unión de Rugby de Buenos Aires  |
| La Plata Rugby Club      | Torneo de la URBA (8 equipos)            | Unión de Rugby de Buenos Aires  |
| Newman                   | Torneo de la URBA (8 equipos)            | Unión de Rugby de Buenos Aires  |
| San Isidro Club          | Torneo de la URBA (8 equipos)            | Unión de Rugby de Buenos Aires  |
| San Luis                 | Torneo de la URBA (8 equipos)            | Unión de Rugby de Buenos Aires  |
| La Tablada               | Torneo de Córdoba (2 equipos)            | Unión Cordobesa de Rugby        |
| Tala                     | Torneo de Córdoba (2 equipos)            | Unión Cordobesa de Rugby        |
| Duendes Rugby Club       | Torneo Regional del Litoral (2 equipos)  | Unión de Rugby de Rosario       |
| Universitario de Rosario | Torneo Regional del Litoral (2 equipos)  | Unión de Rugby de Rosario       |
| Universitario de Tucumán | Torneo Regional del Noroeste (2 equipos) | Unión de Rugby de Tucumán       |
| Tucumán Rugby Club       | Torneo Regional del Noroeste (2 equipos) | Unión de Rugby de Tucumán       |
| Marista Rugby Club       | Torneo Regional del Oeste                | Unión de Rugby de Cuyo          |
| Los Cardos               | Torneo de la URMDP                       | Unión de Rugby de Mar del Plata |

## Primera fase

### Zona 1
| Pos. | Equipos           | Partidos | Partidos | Partidos | Tantos | Tantos | Tantos | Pts. |
| Pos. | Equipos           | G        | E        | P        | PF     | PC     | DP     | Pts. |
| ---- | ----------------- | -------- | -------- | -------- | ------ | ------ | ------ | ---- |
| 1.°  | Tala              | 2        | 1        | 0        | 107    | 95     | +12    | 13   |
| 2.°  | Universitario (T) | 1        | 0        | 2        | 85     | 94     | -9     | 8    |
| 3.°  | Newman            | 1        | 1        | 1        | 95     | 88     | +7     | 7    |
| 4.°  | Hindú             | 0        | 2        | 1        | 93     | 103    | -10    | 6    |

|  | Clasifica a cuartos de final |

| 12 de mayo | Hindú | 44 - 44 | Tala |                                    |                                    |
|            |       | Reporte |      | Árbitro(s): Omar Alcocer (Tucumán) | Árbitro(s): Omar Alcocer (Tucumán) |

| 12 de mayo | Universitario (T) | 27 - 43 | Newman |                                    |                                    |
|            |                   | Reporte |        | Árbitro(s): Mauro Rivera (Rosario) | Árbitro(s): Mauro Rivera (Rosario) |

| 16 de junio | Newman | 30 - 30 | Hindú |  |  |
|             |        | Reporte |       |  |  |

| 16 de junio | Universitario (T) | 29 - 32 | Tala |  |  |
|             |                   | Reporte |      |  |  |

| 7 de julio | Hindú | 19 - 29 | Universitario (T) |                                     |                                     |
|            |       | Reporte |                   | Árbitro(s): Daniel Araque (Austral) | Árbitro(s): Daniel Araque (Austral) |

| 7 de julio | Tala | 31 - 22 | Newman |                                    |                                    |
|            |      | Reporte |        | Árbitro(s): Agustín Auad (Tucumán) | Árbitro(s): Agustín Auad (Tucumán) |

### Zona 2
CASI y Tucumán Rugby clasificaron por tener mayor cantidad de tries anotados.
| Pos. | Equipos         | Partidos | Partidos | Partidos | Tantos | Tantos | Tantos | Pts. |
| Pos. | Equipos         | G        | E        | P        | PF     | PC     | DP     | Pts. |
| ---- | --------------- | -------- | -------- | -------- | ------ | ------ | ------ | ---- |
| 1.°  | CASI            | 2        | 0        | 1        | 93     | 71     | +22    | 10   |
| 2.°  | Tucumán RC      | 2        | 0        | 1        | 91     | 79     | +12    | 10   |
| 3.°  | San Isidro Club | 2        | 0        | 1        | 71     | 54     | +17    | 10   |
| 4.°  | Marista         | 0        | 0        | 3        | 49     | 100    | -51    | 1    |

|  | Clasifica a cuartos de final |

| 12 de mayo | Tucumán RC | 32 - 22 | CASI |                                 |                                 |
|            |            | Reporte |      | Árbitro(s): Andrés Ramos (Cuyo) | Árbitro(s): Andrés Ramos (Cuyo) |

| 12 de mayo | San Isidro Club | 14 - 10 | Marista |                                     |                                     |
|            |                 | Reporte |         | Árbitro(s): Daniel Araque (Austral) | Árbitro(s): Daniel Araque (Austral) |

| 16 de junio | Marista | 23 - 45 | Tucumán RC |                                      |                                      |
|             |         | Reporte |            | Árbitro(s): Javier Mancuso (Córdoba) | Árbitro(s): Javier Mancuso (Córdoba) |

| 16 de junio | San Isidro Club | 23 - 30 | CASI |                                         |                                         |
|             |                 | Reporte |      | Árbitro(s): Pablo Deluca (Buenos Aires) | Árbitro(s): Pablo Deluca (Buenos Aires) |

| 7 de julio | Tucumán RC | 14 - 34 | San Isidro Club |                                            |                                            |
|            |            | Reporte |                 | Árbitro(s): Víctor Rabuffetti (Entre Ríos) | Árbitro(s): Víctor Rabuffetti (Entre Ríos) |

| 7 de julio | CASI | 41 - 16 | Marista |                                          |                                          |
|            |      | Reporte |         | Árbitro(s): Fernando Martorell (Tucumán) | Árbitro(s): Fernando Martorell (Tucumán) |

### Zona 3
| Pos. | Equipos                | Partidos | Partidos | Partidos | Tantos | Tantos | Tantos | Pts. |
| Pos. | Equipos                | G        | E        | P        | PF     | PC     | DP     | Pts. |
| ---- | ---------------------- | -------- | -------- | -------- | ------ | ------ | ------ | ---- |
| 1.°  | Alumni                 | 2        | 0        | 1        | 84     | 38     | +46    | 11   |
| 2.°  | Duendes                | 2        | 0        | 1        | 85     | 72     | +13    | 10   |
| 3.°  | Belgrano Athletic Club | 2        | 0        | 1        | 65     | 81     | -16    | 9    |
| 4.°  | Universitario (R)      | 0        | 0        | 3        | 53     | 96     | -43    | 3    |

|  | Clasifica a cuartos de final |

| 12 de mayo | Alumni | 33 - 18 | Duendes |                                    |                                    |
|            |        | Reporte |         | Árbitro(s): Agustín Auad (Tucumán) | Árbitro(s): Agustín Auad (Tucumán) |

| 12 de mayo | Universitario (R) | 27 - 32 | Belgrano Athletic Club |                                          |                                          |
|            |                   | Reporte |                        | Árbitro(s): Fernando Martorell (Tucumán) | Árbitro(s): Fernando Martorell (Tucumán) |

| 16 de junio | Belgrano Athletic Club | 13 - 11 | Alumni |  |  |
|             |                        | Reporte |        |  |  |

| 16 de junio | Duendes | 24 - 19 | Universitario (R) |                                            |                                            |
|             |         | Reporte |                   | Árbitro(s): Víctor Rabuffetti (Entre Ríos) | Árbitro(s): Víctor Rabuffetti (Entre Ríos) |

| 7 de julio | Alumni | 40 - 7  | Universitario (R) |                                      |                                      |
|            |        | Reporte |                   | Árbitro(s): Javier Mancuso (Córdoba) | Árbitro(s): Javier Mancuso (Córdoba) |

| 7 de julio | Duendes | 43 - 20 | Belgrano Athletic Club |                                 |                                 |
|            |         | Reporte |                        | Árbitro(s): Andrés Ramos (Cuyo) | Árbitro(s): Andrés Ramos (Cuyo) |

### Zona 4
| Pos. | Equipos     | Partidos | Partidos | Partidos | Tantos | Tantos | Tantos | Pts. |
| Pos. | Equipos     | G        | E        | P        | PF     | PC     | DP     | Pts. |
| ---- | ----------- | -------- | -------- | -------- | ------ | ------ | ------ | ---- |
| 1.°  | La Plata RC | 2        | 1        | 0        | 70     | 48     | +22    | 11   |
| 2.°  | La Tablada  | 2        | 0        | 1        | 70     | 63     | +7     | 8    |
| 3.°  | San Luis    | 1        | 1        | 1        | 46     | 49     | -3     | 6    |
| 4.°  | Los Cardos  | 0        | 0        | 3        | 55     | 81     | -26    | 2    |

|  | Clasifica a cuartos de final |

| 12 de mayo | La Tablada | 23 - 31 | La Plata RC |                                         |                                         |
|            |            | Reporte |             | Árbitro(s): Martín Rodríguez (Santa Fe) | Árbitro(s): Martín Rodríguez (Santa Fe) |

| 12 de mayo | San Luis | 25 - 19 | Los Cardos |                                         |                                         |
|            |          | Reporte |            | Árbitro(s): Darío Di Giacinti (Rosario) | Árbitro(s): Darío Di Giacinti (Rosario) |

| 16 de junio | San Luis | 10 - 10 | La Plata RC |  |  |
|             |          | Reporte |             |  |  |

| 16 de junio | Los Cardos | 21 - 27 | La Tablada |  |  |
|             |            | Reporte |            |  |  |

| 7 de julio | La Tablada | 20 - 11 | San Luis |                                    |                                    |
|            |            | Reporte |          | Árbitro(s): Omar Alcocer (Tucumán) | Árbitro(s): Omar Alcocer (Tucumán) |

| 7 de julio | La Plata RC | 29 - 15 | Los Cardos |                                      |                                      |
|            |             | Reporte |            | Árbitro(s): Carlos Romero (Nordeste) | Árbitro(s): Carlos Romero (Nordeste) |

## Fase final
|  | Cuartos de final  | Cuartos de final  | Cuartos de final |             |                   | Semifinales          | Semifinales          | Semifinales          |  |             | Final          | Final          | Final          |  |
|  | 18 de agosto      | 18 de agosto      | 18 de agosto     |             |                   | 23 y 24 de noviembre | 23 y 24 de noviembre | 23 y 24 de noviembre |  |             | 1 de diciembre | 1 de diciembre | 1 de diciembre |  |
|  |                   |                   |                  |             |                   |                      |                      |                      |  |             |                |                |                |  |
|  |                   |                   |                  |             |                   |                      |                      |                      |  |             |                |                |                |  |
|  | CASI              | CASI              | 25               |             |                   |                      |                      |                      |  |             |                |                |                |  |
|  | CASI              | CASI              | 25               |             |                   |                      |                      |                      |  |             |                |                |                |  |
|  | Universitario (T) | Universitario (T) | 34               |             |                   |                      |                      |                      |  |             |                |                |                |  |
|  | Universitario (T) | Universitario (T) | 34               |             | Universitario (T) | Universitario (T)    | 24                   |                      |  |             |                |                |                |  |
|  |                   |                   |                  |             | Universitario (T) | Universitario (T)    | 24                   |                      |  |             |                |                |                |  |
|  |                   |                   | La Plata RC      | La Plata RC | 34                |                      |                      |                      |  |             |                |                |                |  |
|  | La Plata RC       | La Plata RC       | La Plata RC      | La Plata RC | 34                | 25                   |                      |                      |  |             |                |                |                |  |
|  | La Plata RC       | La Plata RC       |                  |             |                   |                      |                      |                      |  |             |                |                |                |  |
|  | Duendes           | Duendes           | 24               |             |                   |                      |                      |                      |  |             |                |                |                |  |
|  | Duendes           | Duendes           | 24               |             |                   |                      |                      |                      |  | La Plata RC | La Plata RC    | 32             |                |  |
|  |                   |                   |                  |             |                   |                      |                      |                      |  | La Plata RC | La Plata RC    | 32             |                |  |
|  |                   |                   | Tucumán RC       | Tucumán RC  | 13                |                      |                      |                      |  |             |                |                |                |  |
|  | Tala              | Tala              | Tucumán RC       | Tucumán RC  | 13                | 23                   |                      |                      |  |             |                |                |                |  |
|  | Tala              | Tala              |                  |             |                   |                      |                      |                      |  |             |                |                |                |  |
|  | Tucumán RC        | Tucumán RC        | 25               |             |                   |                      |                      |                      |  |             |                |                |                |  |
|  | Tucumán RC        | Tucumán RC        | 25               |             | Tucumán RC        | Tucumán RC           | 16                   |                      |  |             |                |                |                |  |
|  |                   |                   |                  |             | Tucumán RC        | Tucumán RC           | 16                   |                      |  |             |                |                |                |  |
|  |                   |                   | Alumni           | Alumni      | 12                |                      |                      |                      |  |             |                |                |                |  |
|  | Alumni            | Alumni            | Alumni           | Alumni      | 12                | 34                   |                      |                      |  |             |                |                |                |  |
|  | Alumni            | Alumni            |                  |             |                   |                      |                      |                      |  |             |                |                |                |  |
|  | La Tablada        | La Tablada        | 19               |             |                   |                      |                      |                      |  |             |                |                |                |  |
|  | La Tablada        | La Tablada        | 19               |             |                   |                      |                      |                      |  |             |                |                |                |  |
|  |                   |                   |                  |             |                   |                      |                      |                      |  |             |                |                |                |  |

### Cuartos de final
| 18 de agosto | CASI | 25 - 34 | Universitario (T) |                                    |                                    |
|              |      | Reporte |                   | Árbitro(s): Mauro Rivera (Rosario) | Árbitro(s): Mauro Rivera (Rosario) |

| 18 de agosto | La Plata RC | 25 - 24 | Duendes |                                      |                                      |
|              |             | Reporte |         | Árbitro(s): Javier Mancuso (Córdoba) | Árbitro(s): Javier Mancuso (Córdoba) |

| 18 de agosto | Tala | 23 - 25 | Tucumán RC |                                            |                                            |
|              |      | Reporte |            | Árbitro(s): Hernán Filomena (Buenos Aires) | Árbitro(s): Hernán Filomena (Buenos Aires) |

| 18 de agosto | Alumni | 34 - 19 | La Tablada |                                            |                                            |
|              |        | Reporte |            | Árbitro(s): Víctor Rabuffetti (Entre Ríos) | Árbitro(s): Víctor Rabuffetti (Entre Ríos) |

### Semifinales
| 23 de noviembre | Tucumán RC | 16 - 12 | Alumni |                                      |                                      |
|                 |            | Reporte |        | Árbitro(s): Javier Mancuso (Córdoba) | Árbitro(s): Javier Mancuso (Córdoba) |

| 24 de noviembre | Universitario (T) | 24 - 34 | La Plata RC |                                 |                                 |
|                 |                   | Reporte |             | Árbitro(s): Andrés Ramos (Cuyo) | Árbitro(s): Andrés Ramos (Cuyo) |

### Final
| 1 de diciembre | La Plata RC | 32 - 13 | Tucumán RC |                                            |                                            |
|                |             | Reporte |            | Árbitro(s): Víctor Rabuffetti (Entre Ríos) | Árbitro(s): Víctor Rabuffetti (Entre Ríos) |

| Bandera de la Provincia de Buenos Aires |
| La Plata Rugby Club Campeón             |
| Primer título                           |